# Konstanty Górski (polityk)

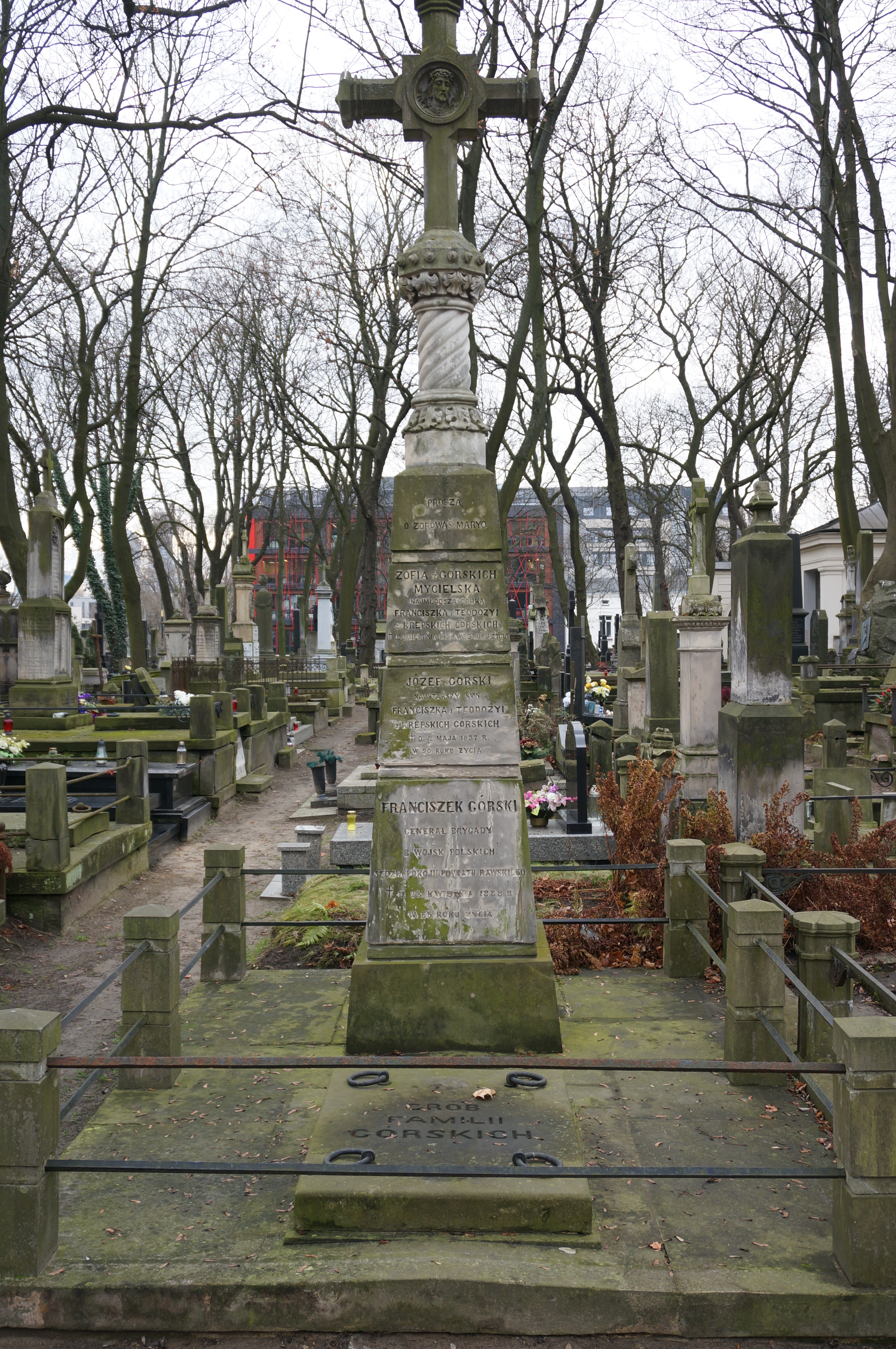
Grób Konstantego Górskiego na cmentarzu Powązkowskim

Konstanty Górski (ur. 8 maja 1827 w Woli Pękoszewskiej, zm. 1 marca 1901 w Warszawie) – polski polityk.
Studiował w Berlinie i Paryżu specjalizując się w prawie administracyjnym. Podczas studiów publikował korespondencyjnie w piśmie „Przegląd Poznański” oraz był członkiem redakcji paryskiego czasopisma „Wiadomości Polskie”. Po powrocie na tereny polskie został mianowany referendariuszem rady stanu Królestwa Polskiego. Później zamieszkał w rodzinnej Woli Pękoszewskiej. Dokonał oczynszowania włościan w Woli Pękoszewskiej, w Tułowicach i w Motkowicach. Równolegle z prowadzeniem gospodarstwa objął funkcję dyrektora zarządzającego Towarzystwa Ubezpieczeń w Warszawie. Ponadto sprawował funkcje wiceprezesa rady kolei Bydgoskiej, członka rady Banku Polskiego. Był współzałożycielem organu polityczno-społecznego „Kronika” (wraz z nim Feliks Sobański i Ludwik Krasiński). Publikował w pismach „Biblioteka Warszawska” i „Niwa”.
Był politykiem ugodowym związanym z prawicą białych i członkiem instytucji gospodarczych. Spoczywa na cmentarzu Powązkowskim w Warszawie (kwatera 159, rząd 3, grób 1/2/3).

## Rodzina
Syn Franciszka Górskiego generała brygady z powstania listopadowego. Brat Ludwika agronoma, brat bliźniak Jana Górskiego. Jego żoną została Julia Galicyn, córka ks. Sergiusza i Marii z Jezierskich. Miał syna Pawła (1870-1921), polityka. Córka Konstantego - Maria Zofia Teodozja Sobańska (1865-1951) była działaczką społeczna i charytatywną, organizatorką salonu towarzyskiego w Warszawie.
Wywód przodków
| 4. Jan Górski                |  |                         |  |  |                     |
|                              |  | 2. Franciszek Górski    |  |  |                     |
| 5. Katarzyny z Białobłockich |  |                         |  |  |                     |
|                              |  |                         |  |  | 1. Konstanty Górski |
| 6. Michał Krępski            |  |                         |  |  |                     |
|                              |  | 3. Teodozja z Krępskich |  |  |                     |
| 7. Katarzyna z Mićkiewiczów  |  |                         |  |  |                     |
|                              |  |                         |  |  |                     |